# Listă de pictori dominicani
Aceasta este o listă de pictori dominicani.
- Cándido Bidó
- Jaime Colson
- Paul Giudicelli
- Gilberto Hernández Ortega
- Clara Ledesma
- Yoryi Morel
- Olivia Peguero
- Eligio Pichardo
- Darío Suro
- Celeste Woss y Gil